# Neoxyphinus tucuma
Neoxyphinus tucuma – gatunek pająków z rodziny Oonopidae.

## Taksonomia
Gatunek ten opisany został po raz pierwszy w 2017 roku przez Níthomasa M. Feitosę i Daniellę F. Moss na łamach „Zootaxa”. Jako lokalizację typową wskazano Fazenda Experimental da Universidade Federal do Amazonas w Manaus w brazylijskim stanie Amazonas. Epitet gatunkowy pochodzi od słowa tucumã, lokalnej nazwy palmy.

## Morfologia
Holotypowy samiec ma 1,34 mm, a paratypowa samica 1,57 mm długości ciała. Karapaks jest szeroko-owalny w zarysie, o silnie wyniesionej części głowowej, tępo ząbkowany na krawędziach bocznych i pozbawiony kolców na powierzchniach tylno-bocznych. Jego ubarwienie jest pomarańczowobrązowe, a powierzchnia gładka u samca, a teksturyzowana u samicy. U samicy na tylnym brzegu karapaksu występują dwie pary powiększonych kieszonek szczecinkowych, u samca brak takowych. Wysoki i w widoku przednim prosty nadustek ma lekko obrzeżoną krawędź. Kolor szczękoczułków, szczęki i wargi dolnej jest pomarańczowobrązowy. Pomarańczowobrązowe, tak długie jak szerokie sternum ma dołki na powierzchni. Łącznik jest przeciętnej długości, rurkowaty. Odnóża są pomarańczowobrązowe u samca, a żółte u samicy. Opistosoma (odwłok) u samca ma pomarańczowobrązowe, gładkie, w przedniej części pozbawione ząbków skutum grzbietowe oraz pomarańczowobrązowe skutum epigastryczne i postepigastryczne. 
Genitalia samicy cechują się płytką płciową o krawędziach przedniej i tylnej podobnie w widoku grzbietowym łukowato wygiętych. Nogogłaszczki samca są w całości bladopomarańczowe, wyposażone w ciemny embolus o dużym i szerokim wyrostku wierzchołkowym. 

## Rozprzestrzenienie
Pająk neotropikalny, endemiczny dla Brazylii, znany tylko ze stanu Amazonas. 